# 赤沢康平
赤沢 康平（1863年8月1日〈文久3年6月17日〉 - 1934年〈昭和9年〉）は日本の実業家。旧・徳島藩士。
元自治大臣・赤沢正道の父。衆議院議員・赤沢亮正は曾孫。

## 経歴
徳島県出身。父を貞衛といい通称以與治、青圃と号し漢学に精通し、康平はその二男である。
明治12年（1879年）8月、16歳の時郷里を去り東京に出て、同年10月電信局製機所に入り庶務に従事し兼ねて物品の出納を掌り職工を監督する。傍ら芝区修成館に於いて英語漢学を研修。同14年事故により辞職。
発明家初代田中久重に聘せられ 電気機器の発明模造に関係する。同15年工作局に入り同局が廃止されると残務整理の任に当り終局まで全うする。同16年鉄道局新橋会計課に入り会計検査を担任する。同年本局に転勤鉄道長官の秘書役となり、以来15年間鉄道本局に在勤し庶務監査鉄道会議掛を兼ね担任する。
同30年其職を辞し日本鉄道会社に職を奉じ会社の主事となり岩越鉄道会社の嘱託を受け主席事務員に挙げられ庶務会計倉庫等の要務を統掌したが、同31年事故により日本鉄道会社の主事並びに岩越鉄道会社の嘱託を辞し土木請負事業に従う。同32年山陰西線鉄道の起工着手されるに及び、伯耆米子町に来て居を構える。

## 人物像
康平は、邸内に造った弓道場で毎朝弓を引いたといわれる。
『鳥取、島根官民肖像録』（明治45年、深田豊市編）によれば康平は「今や山陰に於ける土木請負者の重鎮として聲望を博する豈に偶爾ならんや」という。
昭和11年（1936年）7月に米子市朝日町通りで夜店市を開いて景気を盛り上げようという計画があった。この夜店市を計画したのは西倉吉町の朝日町通りの建設業赤沢康平だった。昭和初年からの不況が長引くので商店街に活気を呼び戻そうと夜店を出すことを思い立ったという。しかし満州事変以来大陸戦線が広がり「戦時下夜店市はいかがなものか」ということで陳情は預かりとなり実現せず今は「幻の夜店市」となった。

## 関連
- 赤沢組
- 赤沢正道
- 赤沢弘毅
- 大谷虎三
- 田中久重
- 山陰線支線の着工

## 史料

### 所得額三千円以上の人々
国税営業税納入者名と対照して検討すべき資料として『郡勢一斑』から見積り所得額（所得税から各税率によって換算した額）三千円以上の人々の名を掲げておく。大正4年（1915年）である。
三万四千五百五十九円・尾高町・坂口平兵衛
二万千九百二十八円・博労町・名島嘉吉郎
一万二千五百十四円・道笑町・三好栄次郎
一万二千三百五十三円・県村・高田繁太郎
一万二千二円・法勝寺町・野坂茂三郎
一万百十三円・道笑町・益尾吉太郎
九千九百十九円・大高村・船越弥一郎
八千九百三十九円・富益村・永見億次郎
八千百九十九円・内町・後藤快五郎
七千五百八十二円・春日村・田後与一郎
七千三十二円・角盤町・久山義英
六千九百十七円・福米村・本生芳三郎
五千九百八十四円・東倉吉町・木村吉兵衛
五千四百五十六円・道笑町・益尾徳次郎
五千二百三十八円・糀町・田村源太郎
五千六円・住吉村（旗ヶ崎）・油木茂三郎
四千九百十八円・糀町・近藤なお
四千八百四十一円・四日市町・田口庸三
四千八百十三円・彦名村・高場保蔵
四千六百八十六円・西倉吉町・赤沢康平
四千三百二十六円・道笑町・三好常太郎
四千二百八十九円・西町・渡辺慶太郎
四千二百二十九円・紺屋町・船越作一郎
四千二百円・法勝寺町・高板秀治
三千六百十七円・日野町・杵村善市
三千五百十四円・道笑町・大谷房太郎
三千三百二十五円・糀町・小坂市太郎
三千三百二十五円・成実村・遠武勇蔵
三千二百円・紺屋町・砂田竹太郎
三千百七十六円・内町・中村藤吉
三千七円・車尾村・高田浅蔵
大正5年（1916年）刊の『陰陽八郡一覧』によって、国税二十円以上の納税者をみると、米子駅前通りと考えられる成実村では、
内田秀蔵（「米吾」、物品販売、二十八円二十銭）
石田運送合名（運送・請負、五十一円三十銭）
柏木正一（旅館、二十三円八十銭）
名島合名（物品販売、五十九円三十銭）
赤沢康平（請負、五百十四円六十銭）となっている。